# Schloss Schlemmin

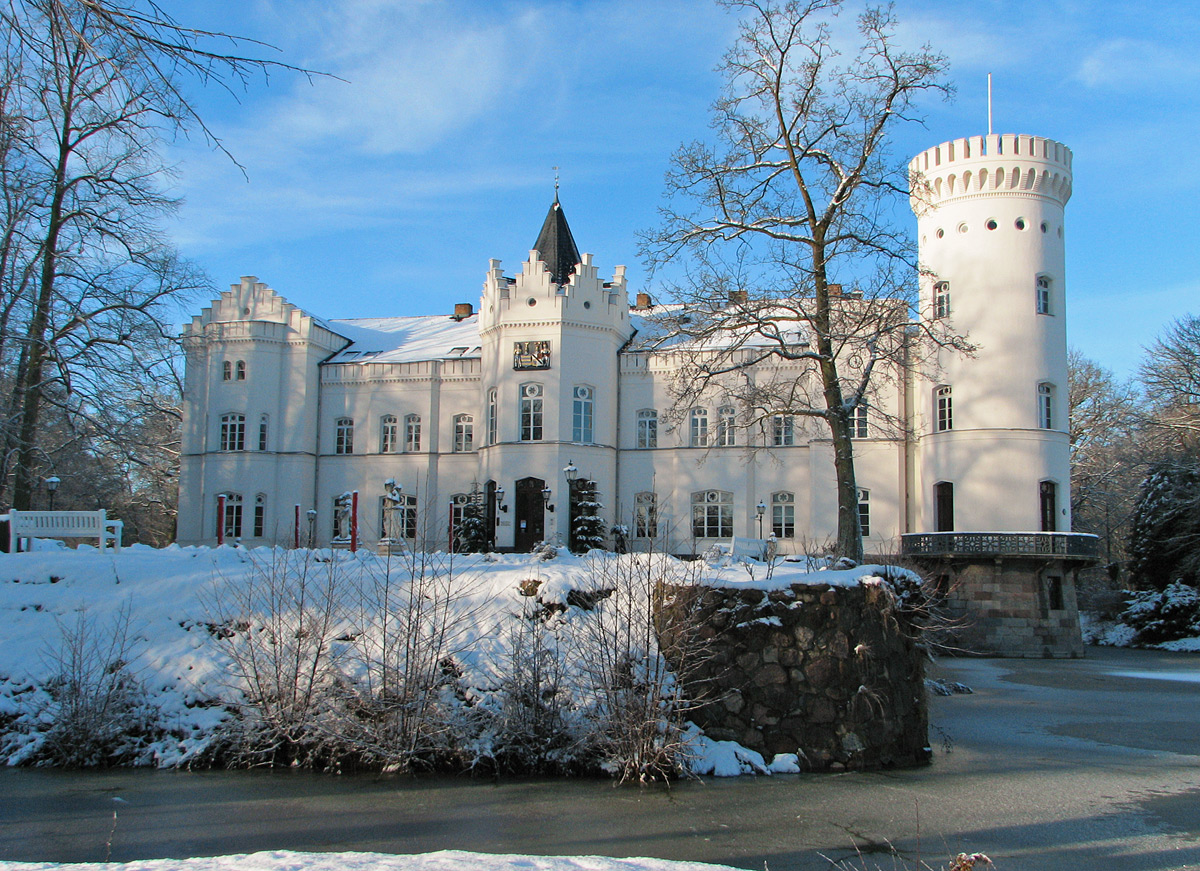
Schloss Schlemmin

Schloss Schlemmin ist ein Herrenhaus in Schlemmin im Landkreis Vorpommern-Rügen. Das im neugotischen Stil erbaute Gebäude wurde in der Mitte des 19. Jahrhunderts nach Entwürfen von Eduard Knoblauch für Wilhelm Ulrich von Thun errichtet.

## Geschichte

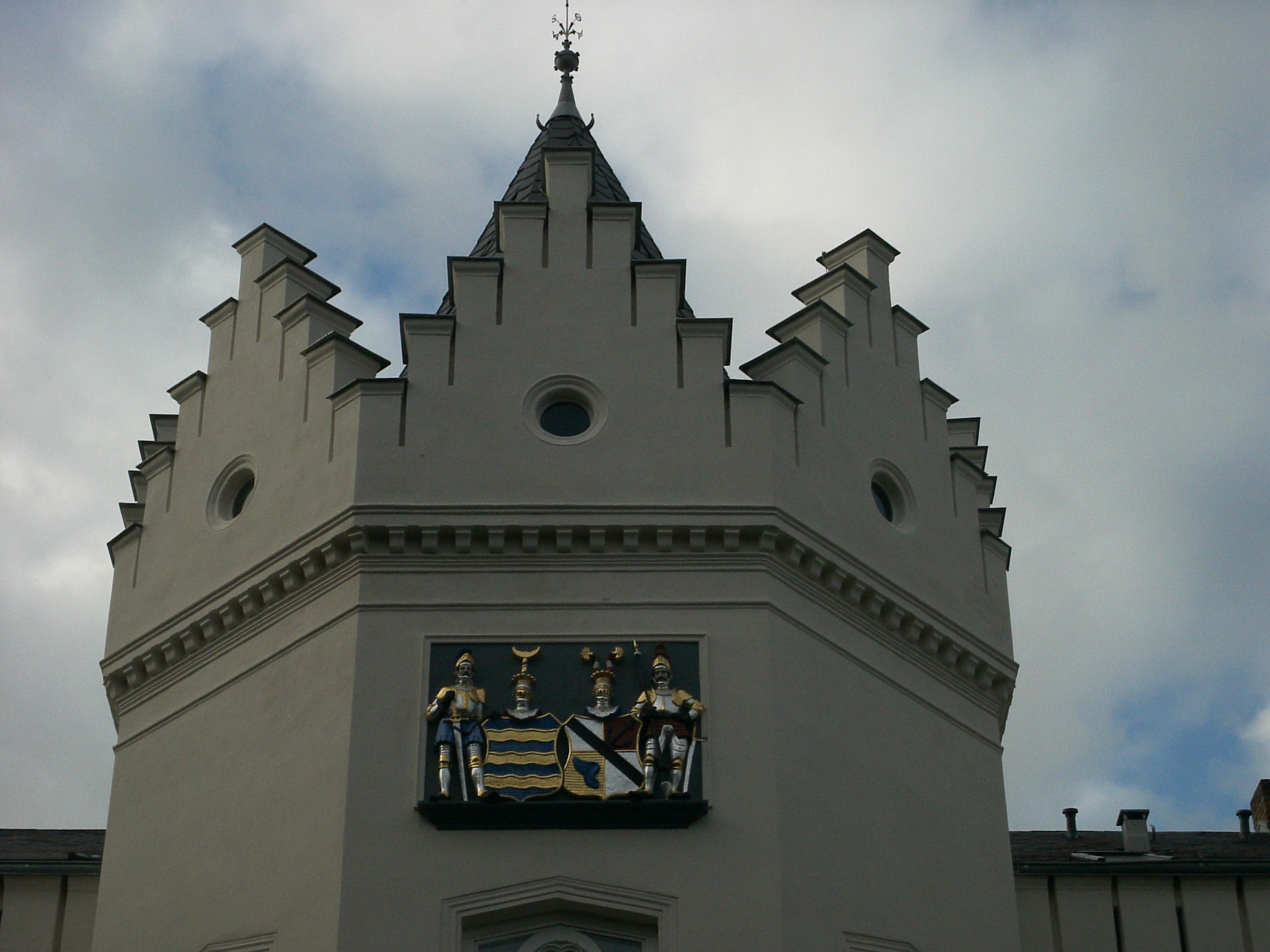
Schlossturm mit Familienwappen

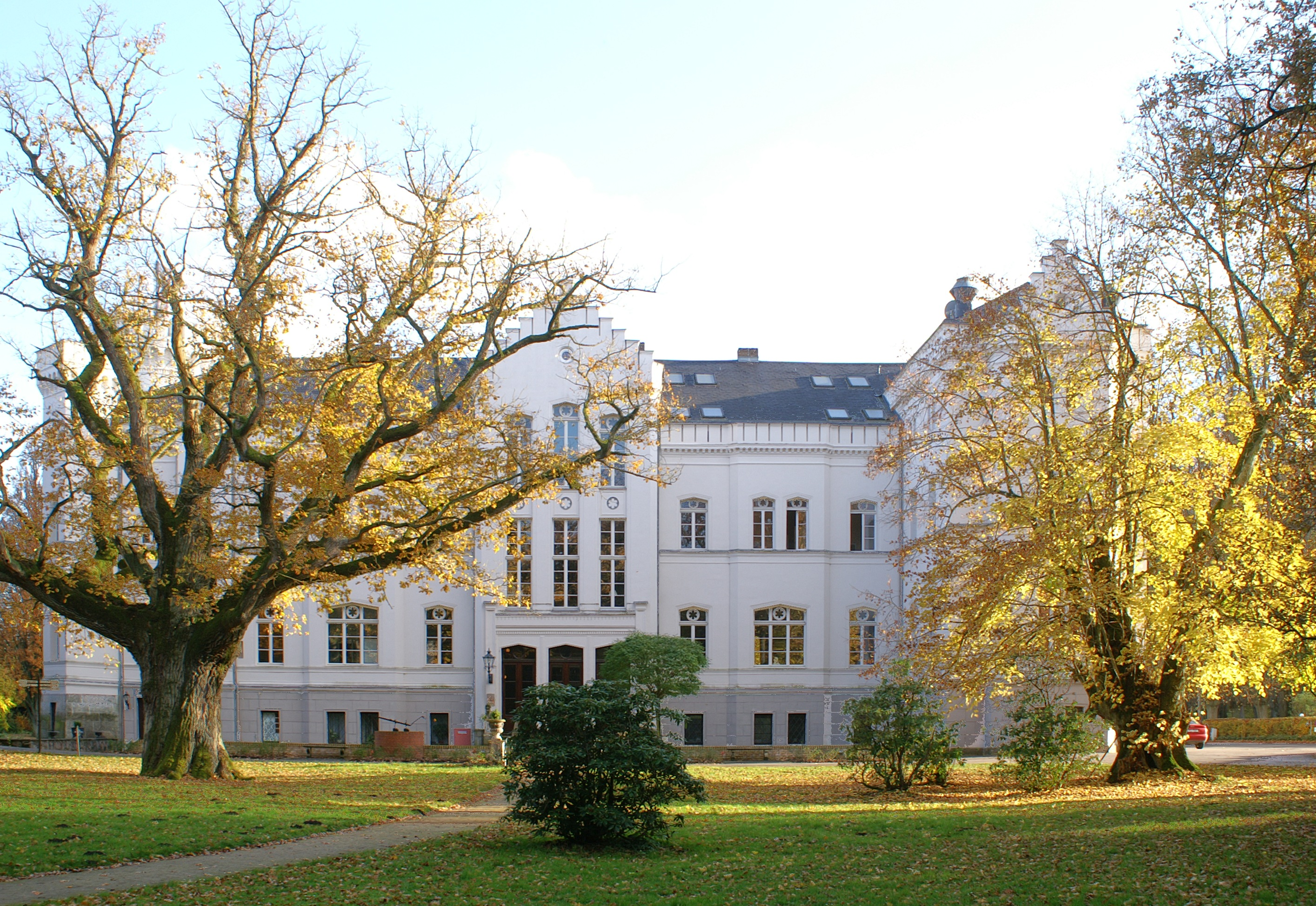
Parkseite

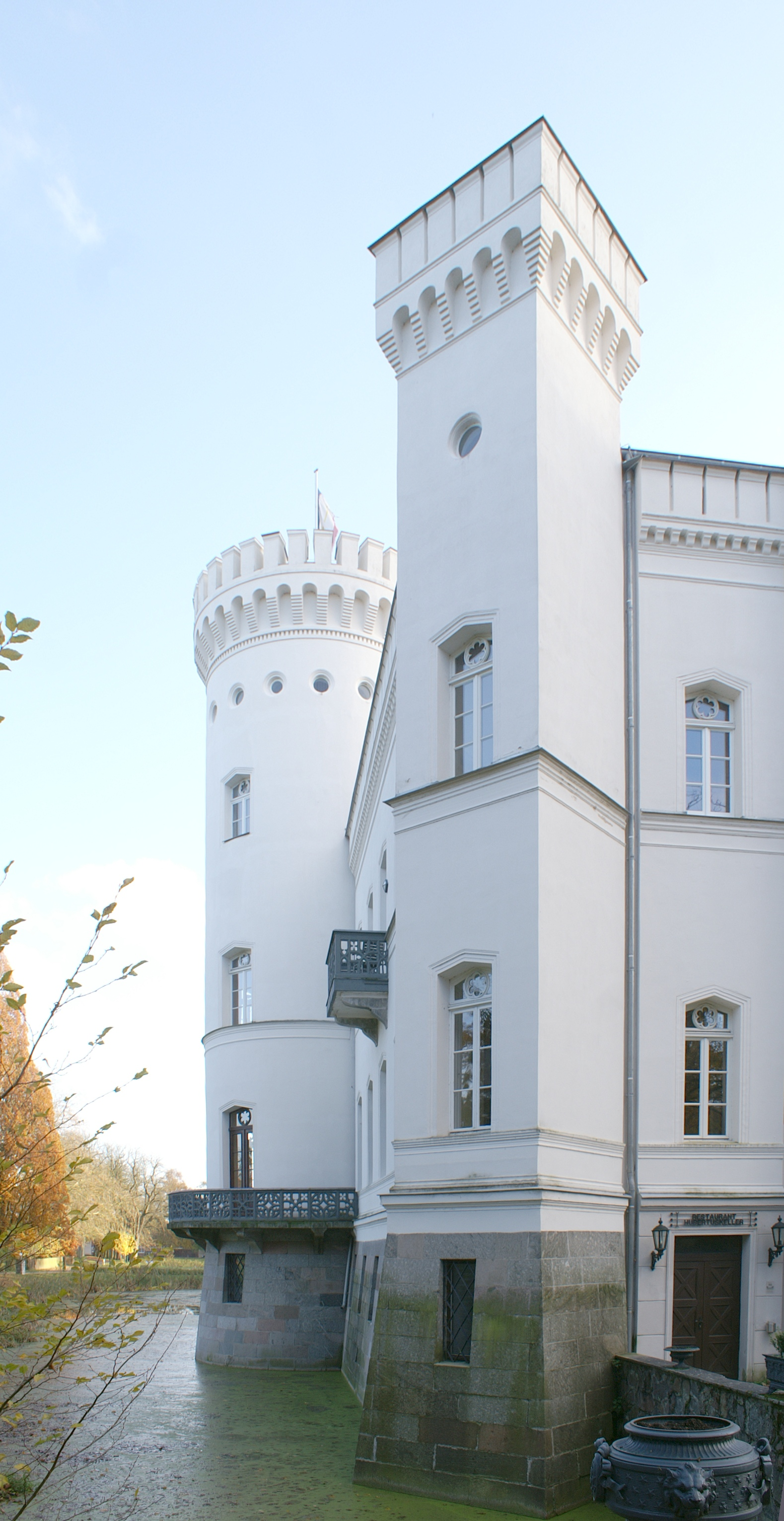
Nordseite

Bereits um 1320 war Heinrich von Thun als Rat des Fürsten Wizlaw III. von Rügen auf Schlemmin erbgesessen. Die wahrscheinlich aus dem niedersächsischen Gebiet eingewanderte Familie von Thun errichtete im 14. Jahrhundert in Schlemmin eine Burg, die in den folgenden Jahrhunderten mehrfach umgebaut wurde. Überliefert sind eine Wandstärke von 1,8 Metern und das Vorhandensein von Wallgraben und Burgverlies.
Im Jahr 1838 erbte der in preußischen Diensten stehende Generalmajor Wilhelm Ulrich von Thun neben anderen Gütern das Lehnsgut Schlemmin. Er ließ seine Güter allodifizieren und vergrößerte seinen Landbesitz durch den Ankauf umliegender Ländereien. Da die alte Burg der Familie nicht mehr nutzbar war, wurde der Neubau eines angemessenen Herrenhauses erforderlich. Wilhelm Ulrich von Thun beauftragte dazu den Berliner Architekten und Baurat Eduard Knoblauch. Nach Knoblauchs Entwurf und unter seiner Leitung wurde Schloss Schlemmin von 1846 bis 1850 von Handwerkern aus der Region errichtet. Außer dem Schloss wurden auch der Wirtschaftshof, die Landarbeiterkaten, Schulhaus, Kirche und weitere Gebäude des Ortes erneuert. 1853 besuchte König Friedrich Wilhelm IV. Schlemmin und übernachtete im Schloss. Nach dem Tod des Generalleutnants Wilhelm Ulrich von Thun 1862 wurde für die Schlemminer Güter ein Fideikommiss eingerichtet.
Aus der Heirat Emmas von Thun mit Otto Graf zu Solms-Rödelheim-Altenhagen stammte Bertha Thekla, die sich 1892 mit Graf Ferdinand zu Stolberg-Wernigerode vermählte. Aus dieser Ehe stammte der Hauptmann Graf Günther Stolberg-Wernigerode (1900–1939), seit 1923 verheiratet mit Erna von Platen. Sie lebte nach dem Kriegstod ihres Mannes in Stralsund. Haupteigentümer war bis zur Bodenreform Kuno Graf zu Solms-Rödelheim (1872–1945) auf Altenhagen.
Nach dem 1939 letztmals amtlich publizierten Landwirtschaftlichen Adressbuch Pommern war der alte Grundbesitz Schlemmin Teil eines größeren Gutskomplexes um Altenhagen. Graf Solms-Rödelheim-Altenhagen hatte einzelne Sektionen, wie Schlemmin II mit 28 ha verpachtet. Das Rittergut Schlemmin umfasste 1553 ha und wurde durch Paul Dievenkorn verwaltet. Gesamtlich beinhaltete der Besitz rund 4000 ha.
In den 1930er und 1940er Jahren stand das Schloss teilweise leer, auch weil Graf Kuno Solms Altenhagen zum Hauptwohnsitz bestimmte. 1943 ein Lazarett eingerichtet wurde. 1944 fand nochmal ein gesellschaftliches Ereignis auf Schloss Schlemmin statt, die älteste Tochter von Günther Graf Stolberg, Hilda, heiratete hier. Ab 1944 wurden hier auch Flüchtlinge einquartiert. Nach dem Zweiten Weltkrieg wurden 160 Umsiedler im Schloss untergebracht und die Eigentümer entschädigungslos enteignet. Zu DDR-Zeiten wurden dort Konsumverkaufsstelle und Schule eingerichtet. Ab 1970 diente Schloss Schlemmin als Gästehaus der LPG von Trinwillershagen.
Nach der Wende war Schloss Schlemmin zunächst im Besitz der Gemeinde Schlemmin. Nach der erfolglosen Bewirtschaftung durch eine Berliner Unternehmensgruppe wurde es ab 1992 von der TLG verwaltet. 1999 wurde Schloss Schlemmin von einem privaten Investor gekauft, der nach einer grundlegenden Sanierung im Schloss ein Hotel einrichtete. Nach einem Eigentümerwechsel wurde es 2020 an den Stralsunder Arzt Klaus-Heinrich Schweim verkauft.

## Anlage

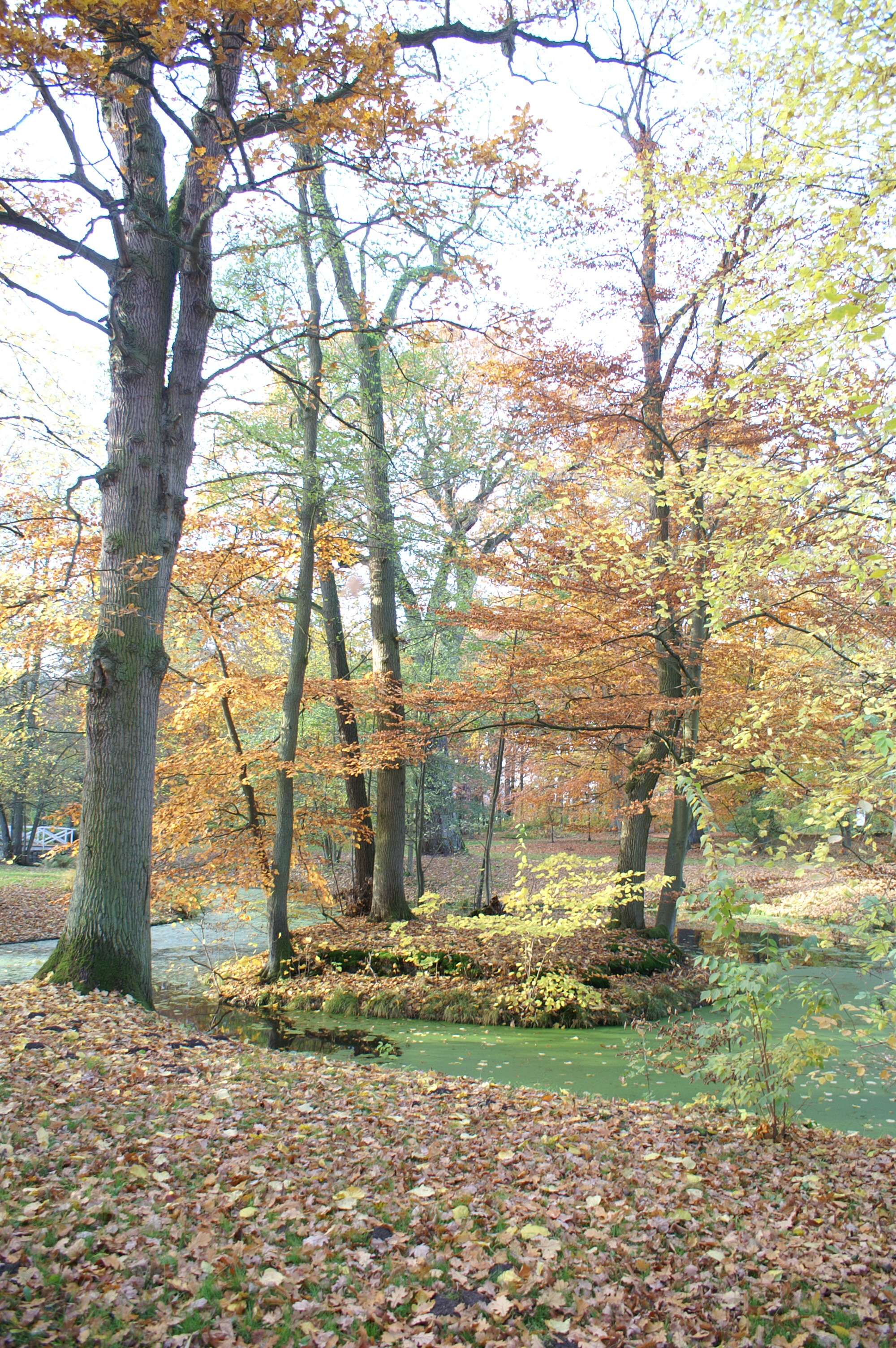
Im Schlosspark

Der neugotische Putzbau, mit vier Sälen und 35 Zimmern, enthält viele Elemente der Burgenarchitektur. Dazu gehören die Zinnenkränze am Schloss und am runden Turm. An den Risaliten befinden sich Stufengiebel. Der Mittelrisalit der Hauptfassade trägt einen spitzen Turmhelm. Zur Dorfseite hin ist das Schloss von einem Wassergraben umgeben, über den eine Brücke führt. Der Unterbau des Turmes und die wasserseitige Umfassungsmauer des erhöhten Vorplatzes bestehen aus geglätteten Granitblöcken.
Beiderseits der Auffahrten befinden sich zwei eingeschossige Wirtschaftsgebäude, die wie das Schloss im neugotischen Stil errichtet wurden. Das südliche ist bewohnt, das nördliche eine Ruine.
Der über 20 Hektar große Landschaftspark wurde bereits im 18. Jahrhundert als Barockpark angelegt. Bereits damals wurden die alten Buchen- und Eichenbestände in die Anlage miteinbezogen, die im 19. Jahrhundert zu einem englischen Landschaftspark umgestaltet wurde. Vom Dorf führen zwei Kastaniennalleen, die eine breite Rasenfläche einschließen, zu einem Platz vor dem Wassergraben. Hier befindet sich eine Pumpe mit einem neugotisch verzierten Metallgehäuse. Eine weitere, etwa 200 Meter lange Lindenallee verläuft von dort zum südlichen Parkrand. Dort befindet sich eine Gedenkstätte für die im Lazarett Verstorbenen. Im Park sind dendrologisch interessante Bäume und Sträucher mit Schildern gekennzeichnet. Der Park ist öffentlich zugänglich.